# Veronica kellowiae
Veronica kellowiae är en grobladsväxtart som beskrevs av Garn.-jones. Veronica kellowiae ingår i släktet veronikor, och familjen grobladsväxter. Inga underarter finns listade i Catalogue of Life.